# Love Is the Plan the Plan Is Death
"Love Is the Plan, the Plan Is Death" é um conto de James Tiptree Jr., pseudônimo utilizado pela escritora norte-americana Alice Sheldon. Venceu o prémio Nebula de Melhor Conto em 1974, tendo sido publicado pela primeira vez na antologia The Alien Condition, editada por Stephen Goldin e publicada pela Ballantine Books em abril de 1973.

## Sinopse
Narrado na primeira pessoa por Moggadeet, um ser possivelmente antropoide mas de sangue frio, autoconsciente e do género masculino de uma espécie que aparenta ser o superpredador do seu ambiente, este conta a história de como conheceu a sua companheira e os seus primeiros anos de relação. Contudo, apesar de ambos expressarem e partilharem lembranças doces e ternas, existe um medo maior, o de não conseguirem resistir aos fortes instintos inerentes da sua espécie, nomeadamente o de cometerem canibalismo após o acasalamento.

## Publicações
O conto foi publicado nas seguintes coletâneas: 
- The Alien Condition editado por Stephen Goldin (1973)
- Nebula Award Stories 9 (Histórias do Prêmio Nebula 9) editado por Kate Wilhelm (1974)
- Warm Worlds and Otherwise (1975)
- The Future I editado por Joseph D. Olander, Martin H. Greenberg e Isaac Asimov (1981)
- Great Science Fiction: Stories by the World's Great Scientists editado por Isaac Asimov, Martin H. Greenberg e Charles G. Waugh (1985)
- Byte Beautiful: Eight Science Fiction Stories (1985)
- The Science Fiction Hall of Fame, Volume IV editado por Terry Carr (1986)
- The Best of the Nebulas editado por Ben Bova (1989)
- Her Smoke Rose Up Forever (1990)

## Recepção
"Love is the Plan the Plan Is Death" foi galardoado com o prémio Nebula de 1974 de Melhor Conto e foi nomeado para o Prémio Hugo de Melhor Novela, além de ter ficado em 3º lugar na votação do público realizada pela Locus Magazine de Melhor Ficção Curta.